# Christus Geboortekerk (Mytisjtsji)
De Christus Geboortekerk (Russisch: Храм Рождества Христова) is een Russisch-orthodoxe kerk in de Russische stad Mytisjtsji (oblast Moskou). De kerk behoort tot het decanaat Mytisjtsji van de Moskouse eparchie.
De kerk werd gebouwd van 2001 tot 2005. De kerk werd aan de geboorte van de Heer gewijd, daarnaast werd het gebouw eveneens gewijd aan de nieuwe martelaren en belijders van de Russische-orthodoxe Kerk en de heilige Matrona.

## Locatie
De kerk staat in het centrum van de stad aan de Novomytisjtsjinski Prospekt 6.

## Geschiedenis en architectuur
In het kader van de viering van het 2000-jarige jubileum van de geboorte van Christus werd in het jaar 2000 besloten in het centrum van de stad een nieuwe, aan deze gebeurtenis gewijde, kerk te bouwen. In het centrum van de stad werd op een stuk braakliggend terrein de eerste steen van de kerk gelegd. De eerste steen werd gezegend door metropoliet Joevenali Pojarkov van Kroetitsi en Kolomna.
De eerste Goddelijke Liturgie werd in een tevoren gebouwde tijdelijke houten kerk opgedragen. Men begon in november 2001 met de bouw van de kerk. Na vier jaren bouwen werd de kerk voltooid. De plechtige wijding vond op 10 juli 2005 door metropoliet Joevenali plaats. Aanwezig waren ook Boris Gromov (de gouverneur van de regio Moskou), de burgemeester van de stad en vertegenwoordigers van het regionale en stedelijke bestuur.
De totale oppervlakte van de kerk bedraagt 1.500 m². Het bouwwerk van kathedrale allure werd in de typisch Russisch-orthodoxe bouwstijl met vijf uivormige torens gebouwd. Zoals vrijwel alle orthodoxe kerken is de Geboortekerk met prachtige fresco's en iconen ingericht.